# Naokos Lächeln (Roman)

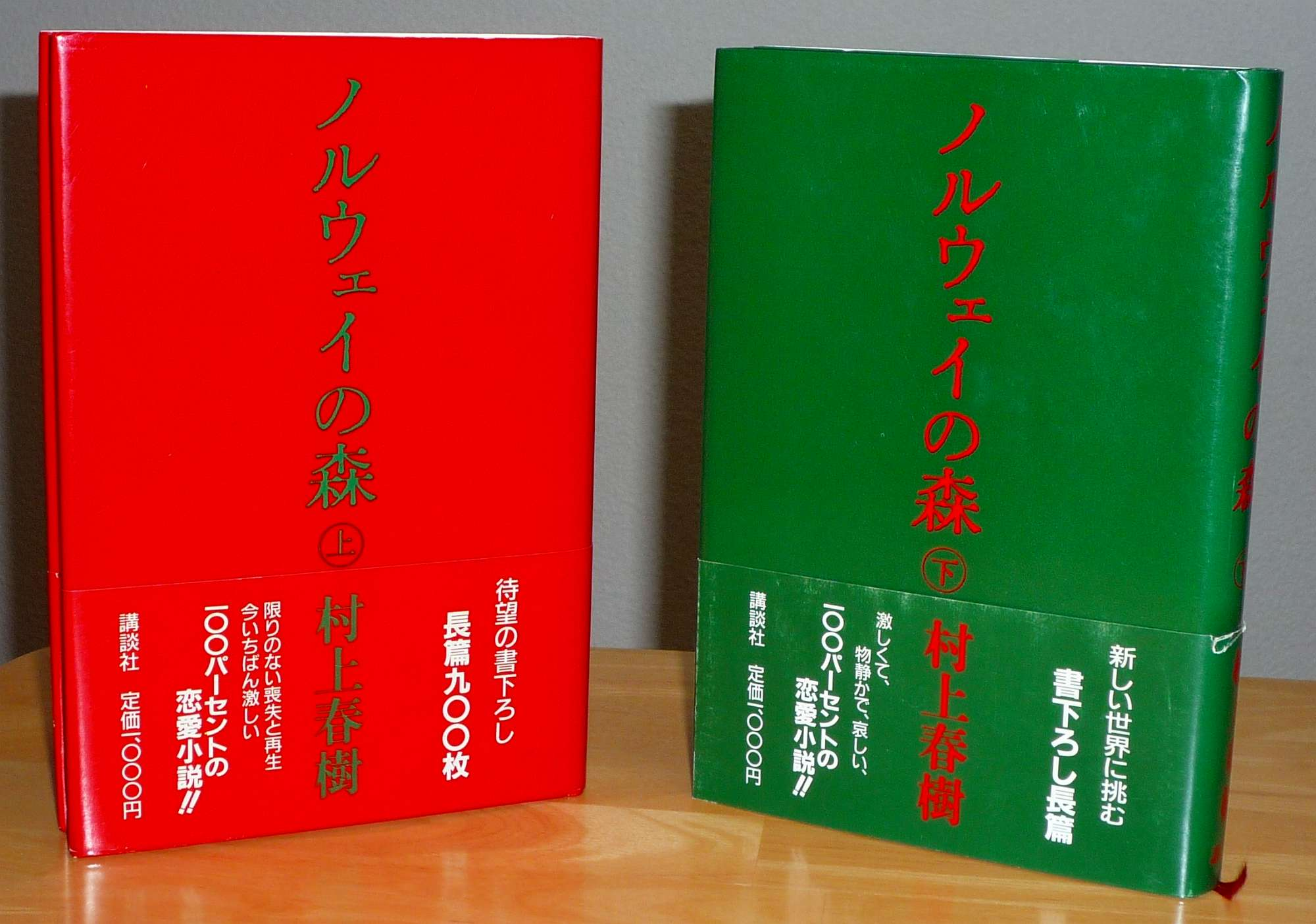
Erstausgabe, Band 1 und 2

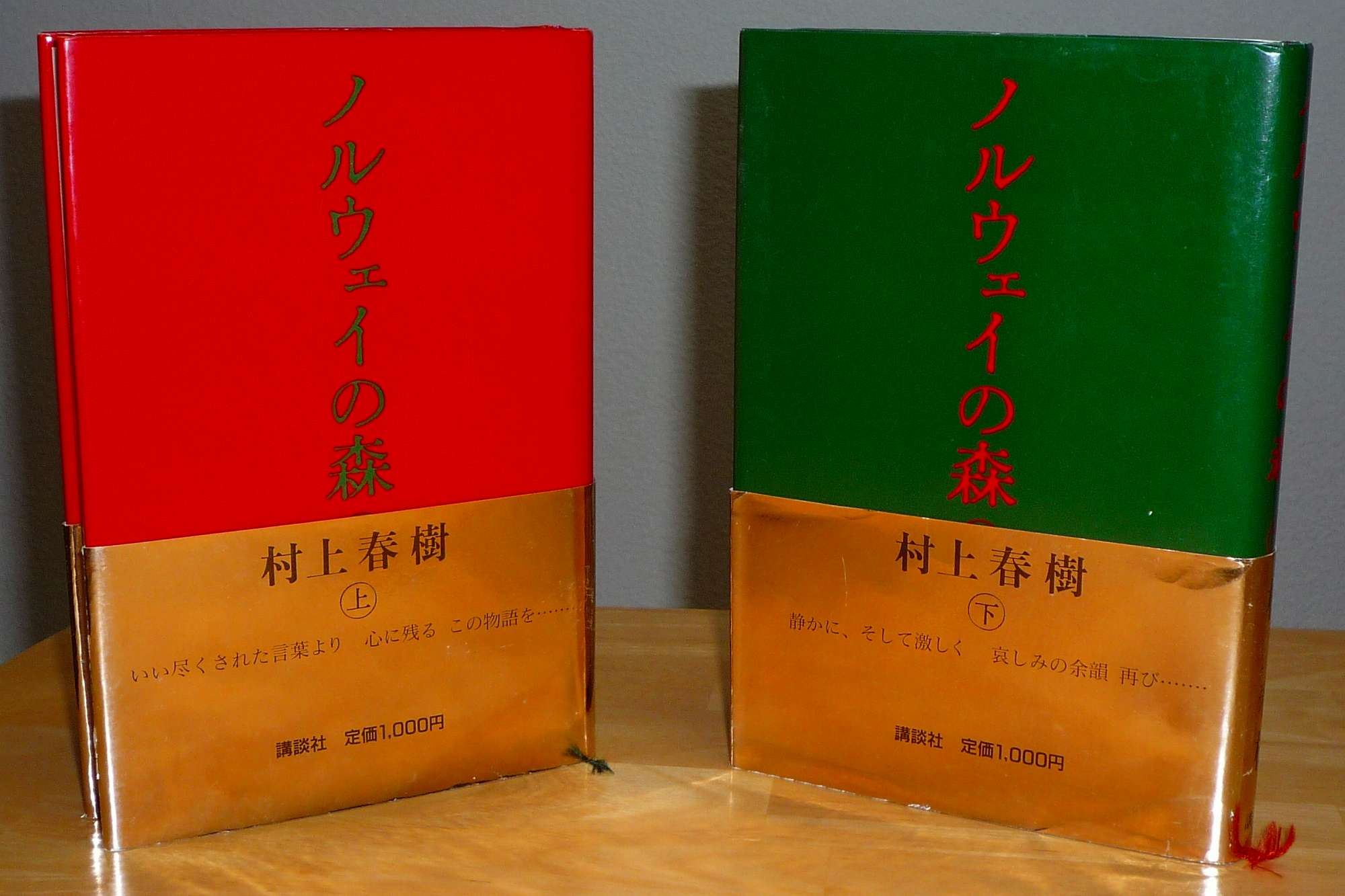
2. japanische Auflage

Naokos Lächeln (japanisch ノルウェイの森, Noruwei no Mori) ist ein Roman des japanischen Schriftstellers Haruki Murakami, der am 10. September 1987 bei Kōdansha in zwei Bänden veröffentlicht wurde. Die japanische Taschenbuchausgabe folgte im April 1991. Während an allen Universitäten des Landes und weltweit die Studentenunruhen toben, ist Tōru Watanabe (zugleich Protagonist und Ich-Erzähler) gefangen in seiner Unschlüssigkeit über die Liebe zu zwei Frauen: der geheimnisvollen und stillen Naoko und der lebenslustigen und extrovertierten Midori Kobayashi.
Der Roman wurde weltweit 13 Millionen Mal verkauft.

## Inhalt
Als aus den Lautsprechern des in Hamburg ankommenden Flugzeugs das Lied Norwegian Wood von den Beatles ertönt, denkt der 37-jährige Tōru Watanabe noch einmal an die 1960er Jahre zurück und an die Ereignisse, die seitdem sein Leben beeinflusst haben.
Tōru, sein gleichaltriger Klassenkollege Kizuki und dessen Freundin Naoko sind die besten Freunde und unternehmen fast alles zu dritt. Im Alter von 17 Jahren nimmt Kizuki sich ganz unvermittelt und aus unerfindlichen Gründen das Leben. Da es den beiden anderen sehr schwerfällt, diesen Verlust zu verarbeiten, ziehen sie, gleich nachdem sie das Gymnasium abgeschlossen haben, nach Tokio. Hierdurch trennen sich ihre Wege. Ein paar Monate später begegnen sie einander zufällig in der U-Bahn, und erneut entsteht eine freundschaftliche Beziehung. Geredet wird nicht viel, aber an jedem Sonntag unternehmen sie einen mehrstündigen Spaziergang durch die Straßen von Tokio.
Nach dem Ende des ersten Studienjahres wird Naoko von ihren Eltern in ein Sanatorium gebracht, da sie traumatisiert durch die Selbstmorde ihrer älteren Schwester und Kizuki nicht mit dem Leben zurechtkommt. Dort hilft ihr die ältere Mitpatientin Reiko Ishida bei der Aufarbeitung ihrer Probleme.
Tōru lernt die lebenshungrige Midori Kobayashi kennen, die das Gegenteil von Naoko verkörpert. Es bahnt sich allmählich eine Dreiecksbeziehung an, da er sich nicht für eines der beiden Mädchen entscheiden kann. Er besucht Naoko mehrmals im Sanatorium und lernt dort Reiko kennen, von der er später brieflich über den Selbstmord Naokos informiert wird. Ziellos reist er daraufhin länger als einen Monat durch Japan. Zurückgekehrt nach Tokio trifft er sich mit der aus dem Sanatorium entlassenen Reiko und erkennt durch die Gespräche und den Sex dieser Nacht, dass Midori die wichtigste Person in seinem Leben ist. Er nimmt wieder Kontakt zu ihr auf und offenbart ihr seine Liebe telefonisch. Der Roman endet in dieser Telefonzelle.

## Handelnde Personen
Tōru Watanabe
Tōru ist ein Student der Theaterwissenschaft, der im Gegensatz zu vielen Kommilitonen gerne und viel liest. Dabei bevorzugt er vor allem nicht mehr ganz zeitgenössische Literatur. Auch Musik hört er – von Mozart bis zu den Beatles – sehr gerne. Er wohnt in einem Studentenwohnheim etwas außerhalb der Stadt und verdient seinen Lebensunterhalt, indem er abends in einem Plattenladen jobbt.
Naoko
Naoko und Tōru verband zuerst nur die Freundschaft zu Kizuki, der sich jedoch das Leben nahm. Beide ziehen danach von zuhause fort und versuchen, in Tokio ein neues Leben zu beginnen. Zufällig laufen sie einander in der U-Bahn über den Weg und werden wieder Freunde. Die Beziehung zu Naoko ist für Tōru jedoch nicht einfach. Naoko ist ein sehr stiller Mensch. Häufig findet sie nicht die richtigen Worte.
Midori Kobayashi
Wie Tōru studiert Midori Theaterwissenschaft an derselben Universität und belegt denselben Kurs. Sie und ihre Schwester kümmern sich um den Buchladen ihres Vaters. Obwohl sie einen Freund hat, fühlt sie sich zu Tōru immer mehr hingezogen. Sie ist eine fröhliche und impulsive junge Frau.
Kizuki
Kizuki war einmal Tōrus bester und einziger Freund. Seit seiner Kindheit kannte er Naoko, die dann auch seine Freundin wurde. Dem Anschein nach völlig grundlos, nahm er sich im Alter von siebzehn Jahren das Leben.
Reiko Ishida
Reiko ist im Sanatorium nicht nur die Zimmernachbarin Naokos, sondern auch eine wichtige und verständnisvolle Freundin. Einfühlsam hilft sie Tōru später bei der Verarbeitung der Geschehnisse.
Nagasawa
Er studiert an der Universität Tokio Jura und ist gut befreundet mit Tōru und teilt die gleiche Bewunderung für den Roman Der große Gatsby. Zusammen flirten beide mit vielen Mädchen, um später mit ihnen zu schlafen.
Hatsumi
Hatsumi ist die Freundin Nagasawas. Sie versucht immer wieder, Tōru mit einem anderen Mädchen zu verkuppeln, was dieser allerdings dankend ablehnt. Ihr macht es auch nichts aus, dass Nagasawa immer mit anderen Frauen schläft, da sie denkt, sie könne ihn ändern. Zwei Jahre nachdem Nagasawa sie verlassen hat, um nach Deutschland zu gehen, wird sie heiraten. Nochmals zwei Jahre später begeht sie Selbstmord.
„Sturmbannführer“
Tōrus Mitbewohner im Studentenwohnheim. Er studiert Kartografie und möchte später für das Geographical Survey Institute of Japan arbeiten. Er verlässt das Wohnheim, worauf Tōru nie wieder etwas von ihm hört. Seinen Spitznamen verdankt er seinem zwanghaften Drang nach Ordentlichkeit, der ihn unter seinen Kommilitonen wie auch zwischen Naoko und Tōru zum Ziel von Gespött machen.
Momoko Kobayashi
Midoris ältere Schwester.
Mr. Kobayashi
Midoris Vater. Midori erzählt Tōru anfangs, er sei nach Uruguay ausgewandert, sagt aber später, dass es gelogen war. Stattdessen befindet er sich aufgrund eines Hirntumors in einem Krankenhaus in Tokio. Als er stirbt, verkaufen seine Töchter den Buchladen.

## Verfilmung
Am 11. Dezember 2010 kam die Verfilmung des Romans in Japan in die Kinos. Am 30. Juni 2011 kam der Film in Deutschland ins Kino. Regie und Drehbuch stammen von Trần Anh Hùng, die Musik zum Film von Jonny Greenwood.

## Ausgaben
- Haruki Murakami: ノルウェイの森. Band 1, Kōdansha, 1987, ISBN 4-06-203515-4.
- Haruki Murakami: ノルウェイの森. Band 2, Kōdansha, 1987, ISBN 4-06-203516-2.
- Haruki Murakami: Naokos Lächeln. Übersetzt von Ursula Gräfe. DuMont Buchverlag, 2001, ISBN 3-7701-5609-9.
- Haruki Murakami: Naokos Lächeln. Nur eine Liebesgeschichte. Übersetzt von Ursula Gräfe. btb-Verlag, 2003, ISBN 3-442-73050-3.